# Стоунхендж (роман)
«Стоунхе́ндж» (англ. Stonehenge) — исторический роман, написанный в соавторстве писателем-фантастом Гарри Гаррисоном и историком и антропологом Леоном Стовером. Первоначальный вариант 1972 года был сокращён по предложению издательства, и только в 1983 году увидела свет полная версия романа (Stonehenge: Where Atlantis Dies, «Стоунхендж: Где погибла Атлантида»), хотя к тому времени научная гипотеза, положенная в основу сюжета, уже была опровергнута; научную основу романа подробно описал в своём послесловии Л. Стовер. Произведение неоднократно издавалось на русском языке в переводе с издания 1983 года.
Действие романа разворачивается около 1480 года до н. э. во время военного противостояния ахейцев из Микен и атлантов — жителей острова Крит. Для изготовления бронзового оружия необходимо олово, однако рудники в долине Дуная контролирует флот атлантов. Тогда ахейский царевич Эсон предпринимает опасную экспедицию на Британские острова, где на полуострове Корнуолл имеются богатые оловянные рудники. Авторское допущение населило эти места кельтами, которых возглавил Эсон, когда атланты совершили нападение на Британию. Его друг и компаньон — египетский архитектор Интеб — построил Стоунхендж как символ объединения кельтских племён, своего рода предшественник «круглого стола». Во время войны за Британию происходит гибель цивилизации Атлантиды от извержения вулкана.

## Сюжет
В 1480 году до нашей эры повелителями Средиземноморья эпохи бронзового века были атланты — владыки великих островов Крит и Тира, Милоса, Коса и Астипалеи. Основой могущества талассократии является контроль над оловянными рудниками в устье Дуная, что позволяет сохранять монополию на производство бронзы и поставки её соседним народам. Микенское царство ахейцев отчаянно нуждается в поставках олова, чтобы попытаться сбросить иго минойцев. Микенцы попытались добраться до далёкого острова Йерния (Британия), на котором имеются залежи; первым оказался Ликос — брат микенского царя Перимеда из рода Персея, — но его убили аборигены-йернии, и шахту нужно разрабатывать заново. При дворе Перимеда работал египтянин Интеб — посол фараона Тутмоса III, и одновременно великий зодчий, кто помог окружить цитадель могучими стенами и воздвиг Львиные ворота. Возвращаясь из Микен, Интеб завёз дары на Атлантиду, дабы укрепить отношения между великой морской державой и Египтом. На приёме у царя Атласа присутствовал и пленный Эсон — сын Перимеда и племянник Ликоса. Даже избитый и закованный в колодки, он не потерпел насмешек и оскорблений от атлантов, и вызвал их на состязание по кулачному бою (этого искусства нет ни в Микенах, ни в Египте). Хотя у Эсона нет шансов победить, но в час поединка начинается сильнейшее землетрясение; воспользовавшись паникой, ахеец убил наследника престола атлантов Темиса, и бежал вместе с египетским другом на лодке. Интеб не скрывает, что равнодушен к женщинам и влюблён в Эсона. Их сопровождает великий кулачный боец Эйас. Захватив в гавани Атлантиды галеру с гребцами, Эсон, Интеб и Эйас вышли в море. Захватив более вместительный корабль, микенцы двинулись на Йернию, видя в этом лучший шанс отомстить атлантам.
Ахеец и египтянин добрались до Йернии, населённой разрозненными племенами. Их корабль разбился на прибрежных скалах; чтобы организовать производство олова и запустить шахту, Эсону прежде предстоит объединить воинственные племена йерниев и альбийцев, вмешавшись в их междоусобицы. Он стал основателем царства Дан Эсон — дитя от него носит под сердцем Найкери из народа альбийцев; со временем с Найкери примирился и Интеб. Символом нового объединения стал Стоунхендж — своего рода «круглый стол», воздвигнутый Интебом теми же способами, которые применялись для сооружения пирамид. Но атлантский флот догоняет Эсона даже на краю света, и пленяет его. Позднее на Йернию прибывает эскадра под командой Фороса — кузена Эсона, сообщившего, что царевич пал на Крите, но смерть его была не напрасна. Остров Атлантида полностью уничтожен взрывом вулкана, что позволит Микенам заполнить вакуум власти в Эгеиде — царь Перимед построил флот и стал владыкой всей Арголиды и Крита. Интеб передаёт Форосу сына Эсона — Атрея, которого учил царским наукам и микенскому языку, и просит помочь вернуться в Египет ему самому. «И пала тогда тьма на остров и длилась она долго».

## История создания

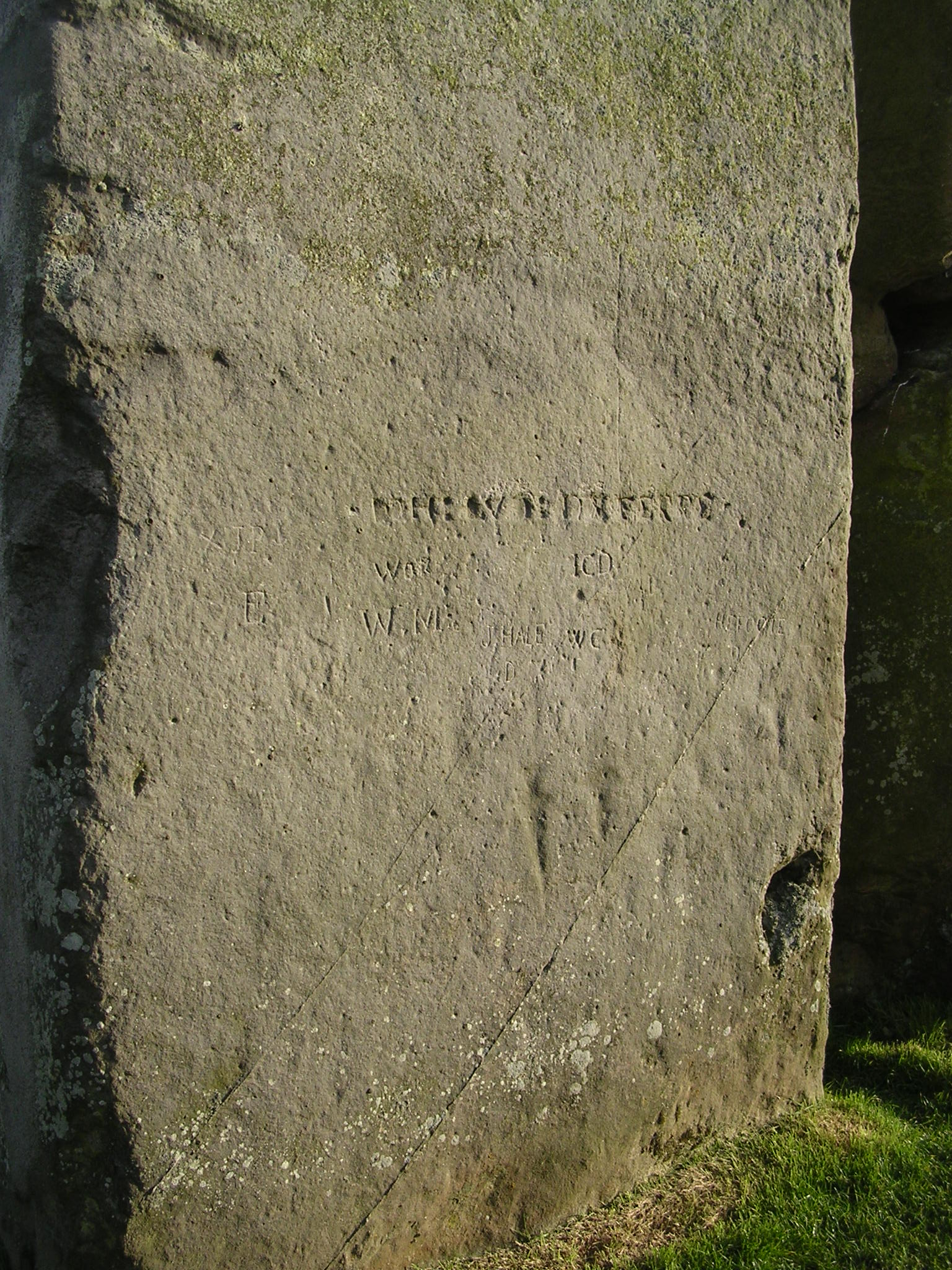
Монолит № 53 Стоунхенджа с изображениями кинжалов бронзового века. Фото апреля 2005 года

Писатель Кристофер Прист в некрологе Г. Гаррисона отмечал, что роман «Стоунхендж» принадлежал к пласту его «серьёзной» прозы, которую игнорировали критики. Работа над текстом шла в Ирландии. Соавтор Гаррисона — историк, литературовед и антрополог Леон Стовер (Иллинойсский технологический институт) — в монографии о творчестве писателя отмечал, что их соавторство оказалось первым подобным опытом в карьере фантаста. Гарри Гаррисон считал, что сотворчество должно иметь «синергетическую» природу, лишь тогда оно приведёт к качественно новому результату. Гаррисон и Стовер сотрудничали ещё в 1968 году при создании антологии антропологической фантастики Apeman, Spaceman. Соавторство было вполне реальным с самого начала; как отмечал Л. Стовер, они с Гаррисоном определили, что пишут «не исторический роман, а роман об истории, целью которого было подтвердить подлинность прошлого». По мнению Стовера, в подавляющем большинстве исторических романов авторы используют личностный профиль и психологические реакции современных людей «с их более или менее современными проблемами», проецируя их на вымышленный исторический фон, чаще всего «собранный» из каких-либо деталей, почерпнутых из вторичных источников; крайне редко использование источников определяется некоторой оригинальной теорией. В случае Л. Стовера и Г. Гаррисона такая теория существовала: учёный предположил, что окрестности Стоунхенджа населяли «протокельты» — древние бритты, их образ жизни напоминал древних греков гомеровских времён или древних ирландцев, описанных в сагах, что позволяло драматизировать повествование, не отрываясь от научной основы. К началу работы над романом в 1970-е годы считалось, что обнаруженное на монолите № 53 вырезанное изображение кинжала напоминает очертания клинков, раскопанных в Микенах, и датированных примерно 1500 годами до н. э. Так появился образ царевича Эсона. Впрочем, к переизданию романа 1983 года радиоуглеродный анализ отодвинул завершение строительства этого кромлеха примерно на пять веков в прошлое — к 2000 году до н. э. Стовер не отказался от интерпретации мегалита как символа политического единства (пространства для коронации или суда), и принципиально отвергал любые астрономические теории. Данная версия была обоснована Стовером в монографии 1979 года «Стоунхендж и происхождение западной культуры»; то есть отработка гипотезы сначала осуществлялась в художественной форме. Финал повествования, объясняющий ход постройки и то, почему на мегалите в Британии оказалось изображение микенского кинжала, был написан в самом начале работы. Поэтому Л. Стовер соглашался с жанровым определением романа как фантастического: главным героем является теория, а образы протагонистов служат её иллюстрацией.

## Литературные особенности

### Жанровый и научный контекст
Археолог Кристофер Эванс в исследовании 1989 года отмечал, что в течение всего XX века, а особенно после Второй мировой войны, в массовой культуре Запада археологическая наука сохраняла высокий статус, но сами исследователи долгое время игнорировали текстуальный и беллетристический аспекты своего предмета. Констатация, что археология вступает в стадию «размытости предметных границ» была совершена в 1983 году, и в 1988 году художественные тексты впервые были опубликованы в специализированном журнале Antiquity. Гораздо раньше с этим феноменом столкнулась историография и социальная антропология. С точки зрения К. Эванса, оторванность беллетристики от академической археологии привела к тому, что долгое время мейнстримные писатели, авторы приключенческих и фантастических текстов не сковывались ограничениями «дисциплинарного кодекса», и это представляет интерес и с точки зрения социологии и психологии, как демонстрация способа распространения археологического знания в массы, и какие интерпретации и теории более всего востребованы широкой аудиторией. Наиболее информативной при этом является массовая литература, в том числе приключенческие и детективные романы, в которой образы антикваров и археологов широко представлены ещё с XIX века. Напротив, во второй половине XX века всё шире распространялось фэнтези, особенно в поджанре «меч и магия», который демонстрирует «невеликое или полное отсутствие уважения к научной достоверности». Параллельно не исчез и «реалистический» поджанр, в котором основное внимание автора и читателя приковано к этнографической реконструкции доисторических времён, как у Дин Ауэл. По мнению К. Эванса, роман Ауэл «Клан пещерного медведя», несмотря на феминистское содержание, относится к историческому жанру, литературная генеалогия которого может быть прослежена до времён Вальтера Скотта. В целом Эванс отмечал, что фантастические бестселлеры очень часто имеют запредельный объём при крайне условном сюжете, чем напоминают телевизионные шоу и сериалы, содержательные достоинства которых сокрыты под толщей действия.
Кристофер Эванс отмечал, что «Стоунхендж» Гаррисона и Стовера не изолирован в потоке литературы 1970-х годов, в которой тема перехода от неолита к бронзовому веку и строительства Стоунхенджа представлена несколькими романными текстами. По мнению исследователя, данная тематика имеет давние традиции именно в Британии, где мегалитические сооружения вызывали интерес по крайней мере со средневековья, требуя научных или популярных объяснений, будь то гиганты или друиды. Иными словами, художественное осмысление глубокой древности именно в данном русле напрямую связывает её и современную Великобританию. Однако исторический жанр базируется на клише «не так всё это было», то есть основной акцент неизбежно ставится на различия современного и древнего социального порядка, системы познания и государственной организации, которые ничем не напоминают новейшее время и напрямую ему не предшествуют. Поэтому Британия бронзового века именуется Эвансом «доппельгангером», то есть древнее общество, оставив после себя многочисленные следы, остаётся уникальной «вещью в себе»; инаковость древности обращается в литературное клише. Соответствует эта тенденция и британскому островному шовинизму: Стоунхендж выражает специфически островные, а не общеевропейские культурные тенденции.

### Рецензии на первые издания
Обозреватель Вэл Хэллетт в рецензии на первоиздание 1972 года отмечал, что в форму исторического романа «обёрнута» собственная гипотеза авторов о строительстве Стоунхенджа; впрочем, в тексте использованы и многие повествовательные приёмы научной фантастики. По сути, история Эсона и Интеба мало чем отличается от сюжета крушения космического корабля на другой планете и выживания пары астронавтов среди аборигенов, жизнь которых хоть немного, но меняется под воздействием передовых технологий. Именно элементы фантастики позволяют быстро ввести читателя в контекст древних цивилизаций Средиземноморья, познакомить с главными героями, а затем демонстрировать через восприятие протагонистов чуждость цивилизации северного острова: обычая похвальбы, обыденности насильственной смерти, отношения к женщинам. Чуждость поневоле продемонстрирована двойственно: по отношению к цивилизованным людям Леванта бронзового века и современным людям. Протагонисты тоже отличаются от наших современников — Эсон предстаёт своего рода «холодной машиной для убийства», а Интеб — «цивилизованный ремесленник», чьи чувства к Эсону настолько глубоки, что он вынужден выразить свою потерю (после пленения царевича атлантами) сооружением мегалита на британской равнине. Как исторический роман «Стоунхендж» помогает современному читателю осознать непреодолимость расстояний три с половиной тысячи лет назад. Лишившись своего корабля, Эсон и Интеб даже не помышляют о возвращении в Микены — они в буквальном смысле оказались перед морем неизвестности. Собственно сцены постройки Стоунхенджа, когда Интеб чуть не вынуждает йерниев к сотрудничеству, критик назвал «великолепными». Одобрение вызвало и использование «эгейской гипотезы» Атлантиды, под которой подразумеваются центры минойской цивилизации — Тира и Крит. Сокращение текста редакторами заметно: в некоторых сценах «неторопливый темп» был бы более уместным. В целом роман назван «красочным» и «захватывающим». Фантаст Харлан Эллисон также подчёркивал, что «Стоунхендж» — это образец «исторического романа о варварах», в котором фантастика представлена рационально обоснованным образом Атлантиды, занимающим, впрочем, в сюжетной конструкции периферийное положение, как и гипотеза о строительстве Стоунхенджа. Роман характеризовался Эллисоном как «неплохой, легкочитаемый, но при этом легкомысленный», хотя и переполненный древними реалиями, «слова для которых нужно отыскивать в Оксфордском словаре».
Эрик Бентклифф в британском фэнзине «Блазон Второй» назвал роман «чертовски хорошей историей», в которой соавторство историка Стовера и писателя Гаррисона соединилось в гармоничное целое. По стилю обозреватель сравнил «Стоунхендж» с романами Де Кампа, а сама история «достаточно мощная, чтобы убедить, что так оно и было когда-то». Количество крови и «расчленёнки» заставит читателя порадоваться, что он живёт много веков спустя.
В противоположность вышесказанному, критик Сью Томасон (журнал Paperback Inferno) в рецензии на расширенное издание 1983 года причисляла «Стоунхендж» к разряду «исторических фантазий». В целом С. Томасон крайне низко оценила роман, критикуя как историческую его основу, так и сюжет и литературную конструкцию. Сью Томасон раздражённо рассуждала о вольном обращении с историей (включая использование ирландской «Повести о свинье Мак-Дато») и о том, что всё прошлое Бронзового века сводится к сплошным убийствам — «больше ничего не происходит». Крайне сомнителен мотив сооружения Стоунхенджа, указанный в романе, так же, как и невероятно, чтобы один из монолитов был помечен изображением микенского кинжала. Наконец, роман является воинствующе маскулинным, среди протагонистов которого только мужчины. Единственной героиней, названной по имени, является Найкери, дочь вождя, и её единственная функция — продолжить род ахейского царевича. «…Ни одной воительницы, ни прорицательницы-друида, ни поэтессы, ни могущественной королевы!» Сью Томасон выносила неутешительный вердикт: «Роман можно было сделать лучше».

### «Каталог жанровых клише»
Большую рецензию в 1974 году опубликовал С. Фредерикс (Индианский университет) в фэнзине Riverside Quarterly. Роман он характеризовал как «кровавую сагу о вымышленных героях и событиях», кульминационным моментом которой стало строительство самого известного и загадочного мегалита в мире. Тем не менее, С. Фредерикс отказывается причислять роман как к научной фантастике, так и к фэнтези, ибо авторы, по сути, не использовали фантастические допущения любого вида, и не стали создавать самостоятельного фантастического мира, тем более избегая любых упоминаний о магии или сверхъестественных силах. Иными словами, мир романа основывается на научной гипотезе, представленной в художественной форме, а Гаррисон со Стовером поставили литературный эксперимент, попытавшись стереть грань между правдоподобным повествованием о строительстве Стоунхенджа и приключенческим сюжетом, интересным любому читателю. Художественным фундаментом романа выступает классическая схема приключенческого повествования, разрабатываемая Райдером Хаггардом, Эдгаром Берроузом и Эдисоном Маршаллом. Маршалл предоставлял образец, как можно использовать «пикантное насилие» и «крутой стиль»; с другой стороны, Райдер Хаггард, успешно разрабатывая шаблоны колониального и археологического романа, никогда не позволял, чтобы научная основа подавляла захватывающий сюжет. «Никто не воспринимает археологический материал в „Она“ или „Копи царя Соломона“ серьёзно вне контекста этих историй». Фредерикс предложил описывать «Стоунхендж» как единственный образец поджанра «Меч и колдовство без колдовства», тем более, что почти на каждой странице происходит очередной акт насилия — кто-то кому-то рубит конечности и проламывает черепа, в некотором смысле роман также «безжалостный каталог ужасов». Всё перечисленное, как и возведение в финале Стоунхенджа, характеризуется как «чистый Голливуд». В подлинном историческом контексте строительство мегалита само по себе было захватывающим событием, явно без чрезмерного множества несчастий для главных героев. Как исторический роман, «Стоунхендж» не предлагает реконструкции подлинной культуры и психологии древних людей. Эсон — сугубо голливудская фигура, одномерный герой-одиночка, персонаж-функция.
Британия каменного века подана только как театральные подмостки для Эсона, арена невероятного героизма одиночки, не скованного никакими цивилизационными ограничениями. Собственно, «примитивны» в романе не только жители Йернии, но и микенцы с атлантами, изобретатели водопровода и бронзовых топоров. «И у тех, и у тех идеал остроумия — бросить в соседа экскременты, праздника — избиение жены, а самореализации — потрошение старого врага». Эсон — образ, эксплуатирующий самые иррациональные и низменные человеческие импульсы, особенно мстительности, что замещает истинный героизм (эталоны псевдогероев — Джеймс Бонд и Майк Хаммер).
С точки зрения С. Фредерикса, послесловие Л. Стовера можно одобрить только как руководство для серьёзного чтения по ряду тематик, которые упоминаются в романе. Всё остальное — это риторические фигуры, когда автор выступает в роли псевдоавторитета, подающего излюбленную гипотезу как доказанный факт археологии и антропологии. «Учёность в романе — сугубо вторична к сюжету боевика». Негодование рецензента вызвало и использование эгейской гипотезы расположения Атлантиды, которую в годы написания романа отстаивали ирландский антиковед Джон Люс (Атлантида — минойский Крит) и греческий сейсмолог Ангел Галанопулос (Атлантида — остров Тира). Рассматривая философский миф Платона, С. Фредерикс отметил, что использование образа Атлантиды Гаррисоном и Стовером излишне, так как в оригинальных текстах древнегреческого философа этот образ использовался в принципиально ином контексте: цикличности мирового развития, в котором более совершенное общество может быть построено на руинах старого. Равным образом, попытка связать эгейскую цивилизацию бронзового века со Стоунхенджем к времени написания романа Стовера и Гаррисона была далеко не новой. Более того, уже тогда было известно, что после III тысячелетия до нашей эры мегалит пережил пять этапов строительства и перестроек. Стовер — профессиональный историк, — кроме того умолчал о религиозном значении Стоунхенджа, ибо в истории его возведения уместно проводить аналогию, например, с сооружением Собора Парижской Богоматери. Можно считать очевидным, что Стоунхендж возведён в местности, столетиями являвшейся для аборигенов святыней (это не единственный древний мегалит на равнине Солсбери), а не близ случайной заброшенной деревеньки, которую завоевал литературный Эсон. Роман, одним из соавторов которого был историк, не историчен, а писатели чрезмерно зациклились на кровожадности йернийцев каменного века, напрочь позабыв об их религиозности. То есть авторы во всех отношениях «обманывают случайного читателя».
Переходя к образам Эсона, Интеба и компании, С. Фредерикс в принципе усомнился, что рецензируемый им роман рассчитан на аудиторию взрослых читателей, несмотря на сцены секса и насилия. «Стоунхендж и Атлантида — это магические имена, которые привлекают к любой книге, где они использованы, — безотносительно к литературным достоинствам или интеллектуальному содержанию».

## Издания
По сообщению Харлана Эллисона, соавторы Гарри Гаррисон и Леон Стовер готовили издание своего романа в Великобритании, объём которого достигал тогда 110 тысяч слов. Однако издательство настаивало на сокращениях ради увеличения продаж, и объём пришлось урезать до 80 тысяч слов, после чего готовые матрицы типографского набора в британской орфографии были перепроданы издательству Charles Scribner’s Sons. Сокращённое издание романа под названием «Стоунхендж» публиковалось разными фирмами между 1972—1977 годами. В 1979 году профессор Стовер обнародовал академическую версию гипотезы, положенной в основу романа: монографию Stonehenge and the Origins of Western Culture. В 1983 году последовало издание изначального текста с научным послесловием Леона Стовера — «Стоунхендж: где погибла Атлантида». В 1993 году роман был выпущен в Финляндии (перевод Марьи Синкконнен), в 1994 году вышло два перевода на русский язык. Все переводы на русский язык выполнялись с расширенного издания, вариант Ю. Соколова в 1994—2024 годах издавался семь раз.
- Harry Harrison and Leon E. Stover. Stonehenge: a Novel. — New York : Charles Scribner's Sons, 1972. — 254 p. — ISBN 684-12831-4.
- Harry Harrison and Leon Stover. Stonehenge : where Atlantis died. — New York : Tom Doherty Associates, 1983. — 347 p. — ISBN 0-523-04807-3.
- Стоунхендж (роман); Леон Стоувер. Послесловие // Миры Гарри Гаррисона / Пер. с англ. Ю. Р. Соколов; Сост. В. Быстров. — Рига : Полярис, 1994. — Кн. 12. — С. 171—406; 407—444. — 447 с. — 30 000 экз. — ISBN 5-88132-086-7.